# Montserrat Escartín Gual
Montserrat Escartín Gual era catedràtica de Filologia Hispànica a la Universitat de Girona, on exercia d'investigadora i professora especialitzada en literatura espanyola contemporània.
Escartín s'ha dedicat a l'estudi de diversos escriptors del segle xx, entre els quals l'espanyol Pedro Salinas, del qual és considerada una de les majors especialistes. Se li reconeix la reconstrucció del llibre Largo lamento i la recuperació de gairebé cent cinquanta poemes d'aquest autor. Així mateix, va publicar l'assaig Pedro Salinas tras el telón (2018) que explora els motius pels quals Salinas va escriure teatre al final de la seva trajectòria literària. El 2019, Escartín va escriure el llibre Pedro Salinas, una vida de novela (2019), amb textos mai publicats abans i una anàlisi de l'autor que reconstrueix la seva personalitat.
Montserrat Escartín es va doctorar en filologia hispànica i ha sigut professora visitant en universitats europees i americanes. Actualment, és catedràtica de literatura contemporània de la Universitat de Girona, on exerceix com a professora de literatura espanyola. En la seva carrera ha investigat i publicat nombrosos articles i llibres sobre ètica animal, drets dels animals i estudis crítics dels animals. També va fundar l'Asociación Interuniversitaria para la Defensa de los Animales (AIUDA), de la qual va ser presidenta durant anys, i és membre del consell científic del Centre for Animal Ethics de la Universitat Pompeu Fabra.
A la primavera de 2018 va jubilar-se juntament amb altres professors de la Facultat de Lletres de la Universitat de Girona com Àngel Duarte, Joaquim Nadal i Ferreras, Joan Manuel del Pozo, Maria Assumpció Roig Torrentó i Narcís Soler Masferrer. El 2024 va rebre un accèssit a la 10a edició del Premi Guillem de Belibasta de narrativa breu amb l'obra L'amor comença per les mans.

## Obres destacades
- Escartín Gual, Montserrat. La donzella de gel i altres històries. Brau edicions, 2006. ISBN 9788495946621
- Escartín Gual, Montserrat. Pedro Salinas tras el telón (en castellà).  Ediciones Cátedra, 2018, p. 304. ISBN 978-84-376-3893-5.[9]
- Escartín Gual, Montserrat. Pedro Salinas, una vida de novela (en castellà).  Madrid: Ediciones Cátedra, 2019, p. 461. ISBN 9788437640549.